# 아프리카겨울잠쥐속
아프리카겨울잠쥐속(Graphiurus)은 겨울잠쥐과에 속하는 설치류 속의 하나이다. 아프리카겨울잠쥐아과(Graphiurinae)의 유일속이다. 사하라 이남 아프리카 전역의 다양한 서식지에서 서식한다. 높은 곳에 아주 재빨리 오를 수 있으며, 덥수룩한 꼬리를 갖고 있다. 먹이는 무척추동물과 작은 척추동물이다.

## 하위 종
- 앙골라아프리카겨울잠쥐 (Graphiurus angolensis)
- 크리스티겨울잠쥐 (Graphiurus christyi)
- 옌팅크겨울잠쥐 (Graphiurus crassicaudatus)
- 존스턴아프리카겨울잠쥐, Graphiurus johnstoni)
- 켈렌겨울잠쥐 (Graphiurus kelleni)
- 로레인겨울잠쥐 (Graphiurus lorraineus)
- 작은귀겨울잠쥐 또는 사바나겨울잠쥐 (Graphiurus microtis)
- 모나드겨울잠쥐 (Graphiurus monardi)
- 삼림겨울잠쥐 또는 커먼겨울잠쥐 (Graphiurus murinus)
- 나흐틀라스겨울잠쥐 (Graphiurus nagtglasii)
- 안경겨울잠쥐 (Graphiurus ocularis)
- 바위겨울잠쥐 (Graphiurus platyops)
- 돌겨울잠쥐 (Graphiurus rupicola)
- 귀머거리겨울잠쥐 (Graphiurus surdus)
- 월터페르헤이엔겨울잠쥐 (Graphiurus walterverheyeni)[2]